# Sanjūsangen-dō

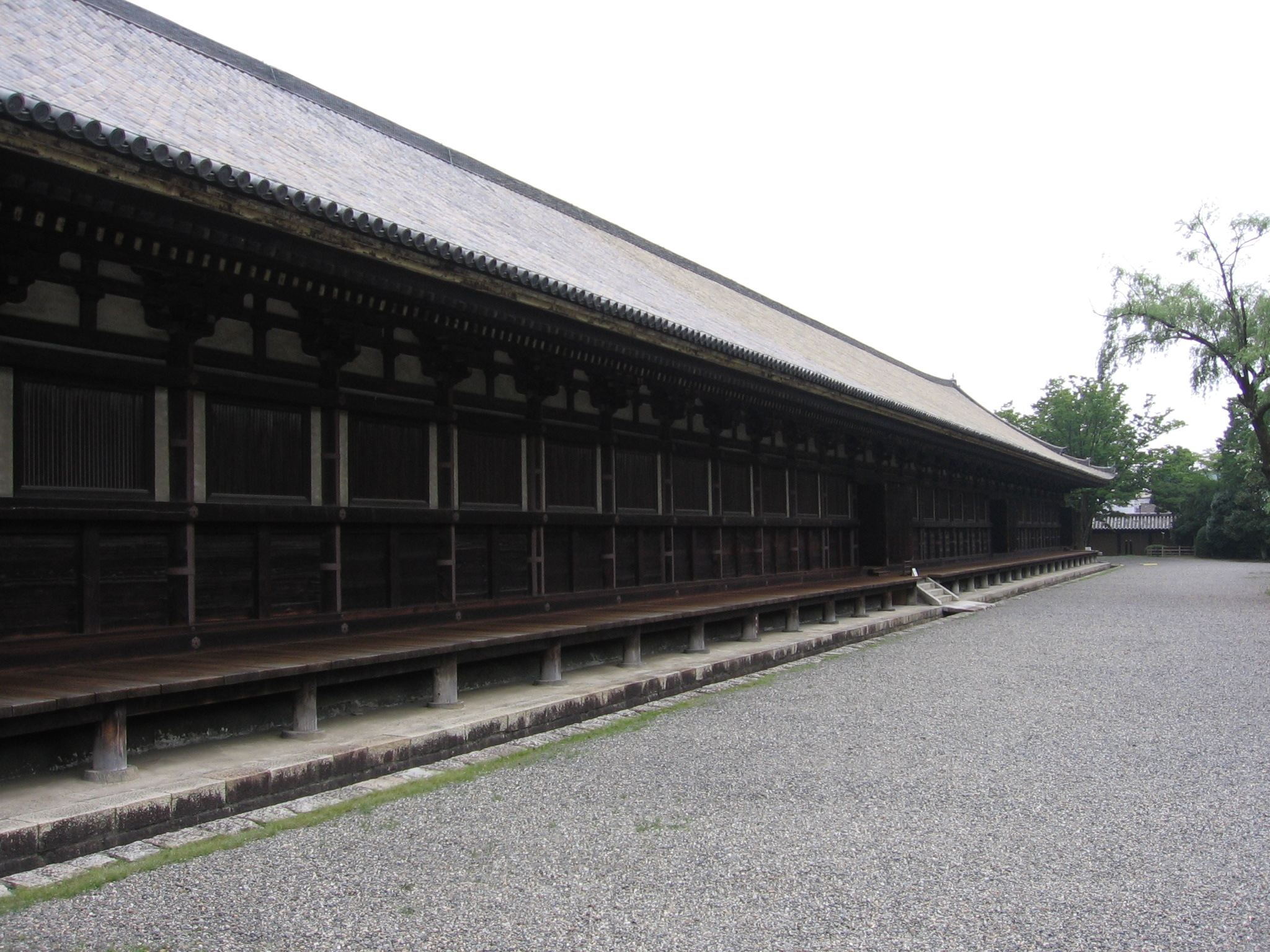
Le Sanjusangendo, long de 125 m.

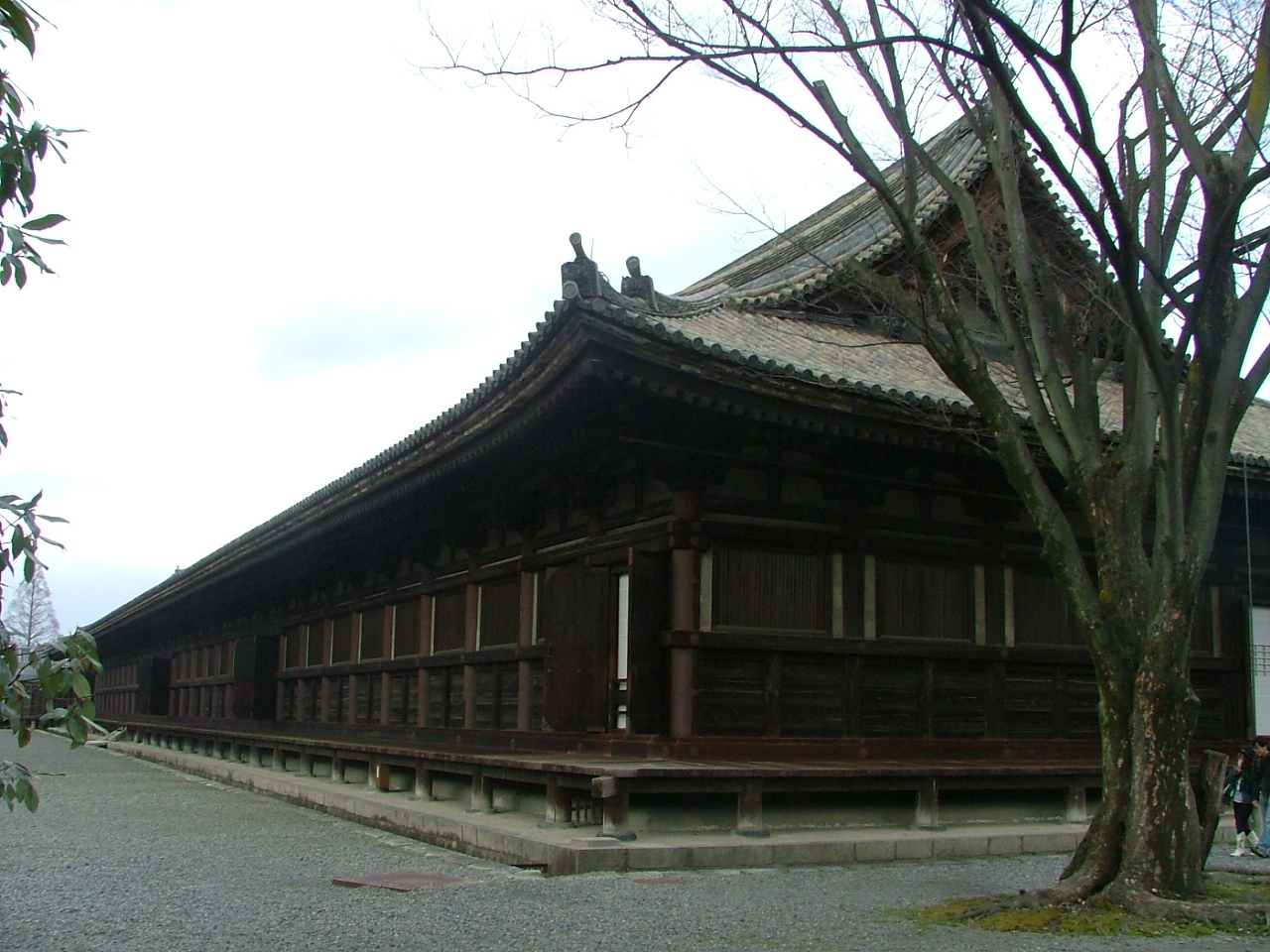
Vue extérieure de Sanjūsangen-dō.

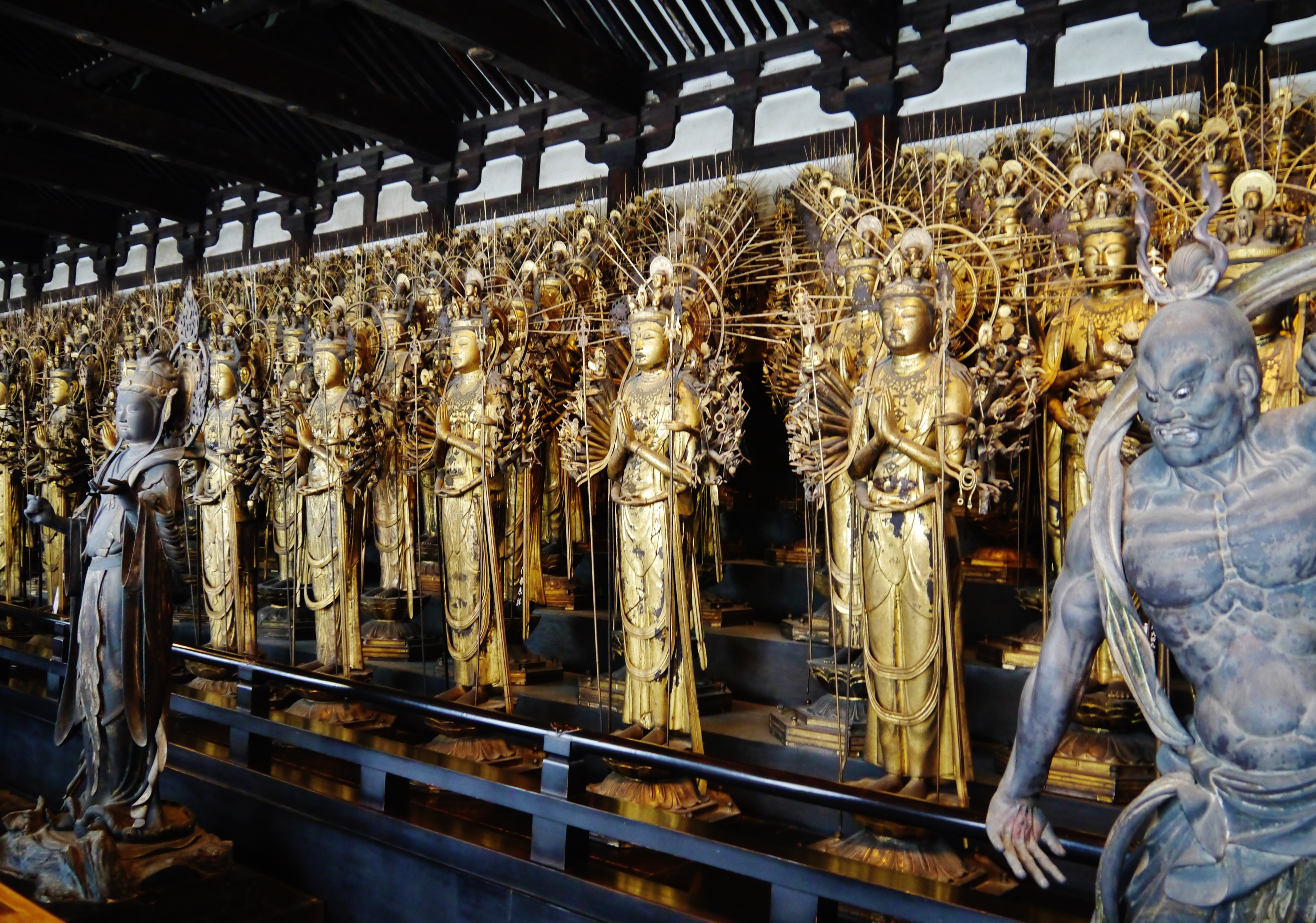

Le Sanjūsangen-dō (三十三間堂, Pavillon des trente-trois intervalles) est un temple bouddhiste situé dans l'arrondissement de Higashiyama-ku à Kyōto, au Japon. Son nom d'origine est Renge-ō-in. Grand hall sacré de rite Shingon fondé en 1132. Il fut reconstruit entre 1251 et 1256.
L'appellation Sanjūsangendō est tirée des trente-trois (三十三, sanjūsan) travées (間, ken, ou gen) entre les piliers qui le composent. Il est très long et étroit. Ses 118,22 m de long en font la plus longue structure en bois du monde.
Ce temple renferme 1 001 statues de bois représentant des divinités bouddhistes sculptées par Tankei, Kōzyō et Unkei.
La grande statue principale occupe le centre. Elle représente Jūichimen Senju Kannon (十一面千手観音, Avalokiteśvara aux 11 visages et 1 000 bras) aux yeux de cristal, sculptée en 1254 par Tankei, un célèbre sculpteur de l'ère Kamakura (1185-1333).
À sa gauche comme à sa droite se trouvent disposées dix rangées de cent statues dorées de Senju Kannon (Avalokiteśvara aux mille bras), bodhisattva de la compassion. Formées d'un assemblage de pièces de bois sculptées puis recouvertes d'une couche d'or, ces statues ne possèdent pas mille bras mais seulement 21 paires de bras, chaque paire représentant 50 vies à sauver dans l'univers bouddhiste.
De chaque côté de la statue assise de Kannon sont également disposées trente autres sculptures. Elles représentent les 28 saints serviteurs de Kannon : Nijūhachi Bushū, et les deux gardiens traditionnels des temples bouddhistes : Raijin, le dieu du tonnerre, et Fūjin, le dieu du vent.
Entre 1973 et 2017, les statues ont fait l'objet d'un programme de restauration, au rythme de 50 par an environ. Cela a coûté 920 millions de yens. 
Le temple est visité annuellement par un million de touristes.

## Manifestations

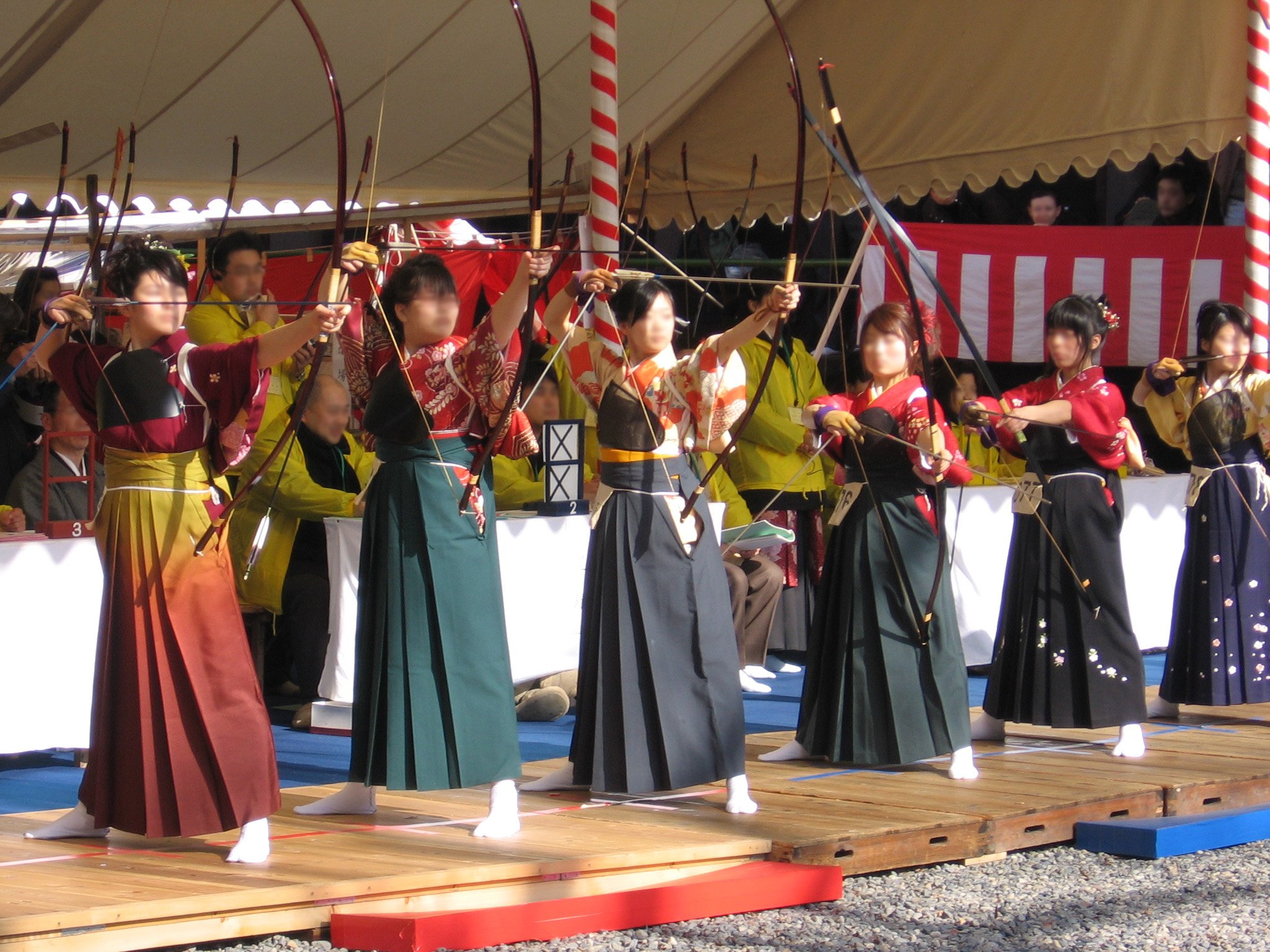
Tōshi-ya.

- En janvier a lieu devant le temple le traditionnel tir de la première flèche de l'année (Tōshiya). Cette tradition date de l'époque Edo. Chaque participant doit planter une flèche dans une cible de 1 m de diamètre, placée à 60 m. Un exercice rituel destiné à montrer aux jeunes, gens tout récemment devenus majeurs, que la vie d'adulte exige patience et maîtrise de soi.

- Au printemps, depuis la fin du XVIIe siècle, a lieu un concours de tir à l'arc rassemblant les meilleurs archers du Japon. Pendant 24 heures, chaque archer doit tirer le maximum de flèches sur des cibles éloignées d'environ 60 m.